# Cratere Pan Ku
Pan Ku è un cratere sulla superficie di Rea.